# Петричка околия
Петричката околия е административно-териториална единица в България, съществувала от 1913 до 1959 година.
Околията е учредена през септември 1913 година със заповед на Министерството на вътрешните работи и народното здраве, като част от новосъздадения Струмишки окръг, след като Струмишко остава в България по Букурещкия договор, сложил край на Междусъюзническата война. Околийски център е град Петрич. В 1919 година Ньойският договор предвижда предаването на Струмишката околия и на част от Петричката на Кралството на сърби, хървати и словенци, което става в 1920 година и околията става част от Петричкия окръг.
В 1930 година околията включва следните селища:
Села
| - Богородица - Боровичене - Брезница - Будилци - Велющец - Вишлене - Вракуповица - Габрене - Гореме - Горна Крушица | - Горна Рибница - Гюргево - Димидово - Добри лаки - Долене - Долна Крушица - Долна Рибница - Драгуш - Дреново - Дреновца | - Елешница - Занога - Иваново - Игралище - Игуменец - Камена - Каменица - Клепало - Ключ - Коларево | - Колибите - Крънджилица - Кръстилци - Кърналово - Кърпелево - Масли чифлик - Махалата - Мендово - Микрево - Митино | - Михново - Моравска - Никудин - Нова Тополница - Орман - Палат - Право бърдо - Раздол - Ръждак - Седелец | - Скрът - Сливница - Старчево - Тонско дабе - Цапарево - Чуричени - Ширбаново - Яворница - Яково |

Махали
| - Баскалци - Водениците - Гега | - Драката - Зойчене - Кукурахцево | - Решково - Чурилово - Въксан |

При новото административно-териториално деление, наложено от деветнадесетомайците в 1934 година, околията е включена в Софийската област. В 1943 – 1949 година е част от Горноджумайката област. В 1949 година става част от Горноджумайския окръг (от 1950 Благоевградки) до закриването на околиите в 1959 година.